# Kulka János (karmester)

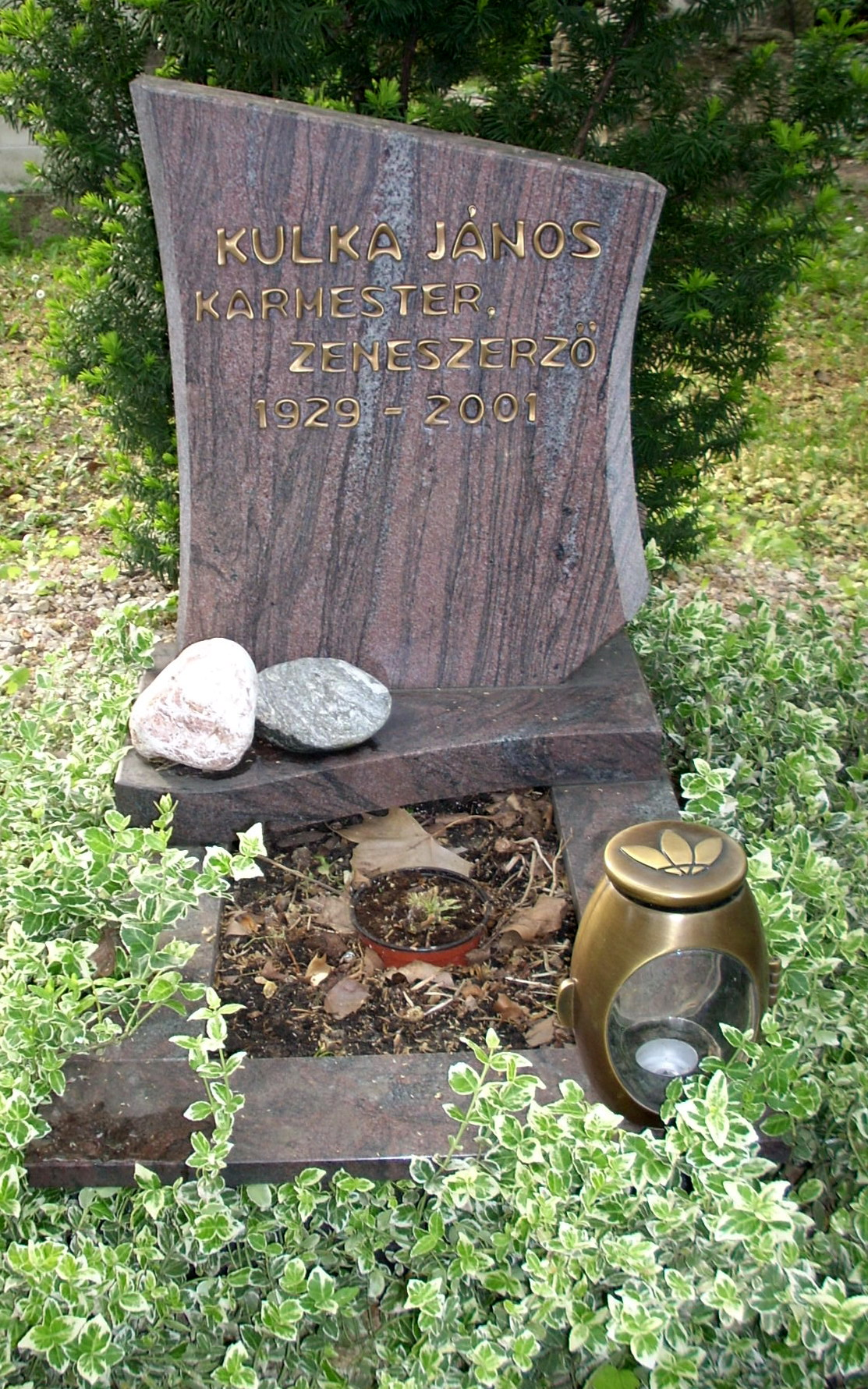
Sírja a Kerepesi úti temetőben

Kulka János (Budapest, 1929. december 11. – Stuttgart, 2001. október 19.) Európa- és Amerika-szerte ismert opera- és hangverseny-karmester, számos kortárs zenemű első interpretálója.

## Élete
1947 és 1951 között a Zeneakadémia ambiciózus növendéke. Vezénylést Ferencsik Jánosnál és Somogyi Lászlónál, zeneszerzést Viski Jánosnál tanul. Szakított időt a zongora, nagybőgő és ütőhangszeres tudásának gyarapítására valamint Kodály Zoltán és Weiner Leó stúdiumainak látogatására is.
A diploma-diplomák átvétele után az Operaház szerződtette. Korrepetitorként kezdett, a karmesteri pálcát először a Tosca előadásában vehette kezébe, később az énekkar vezetésére is felkérték.
1957-ben emigrált, egy bécsi tanulmányútról nem tért haza. Rövidesen, Fricsay Ferenc invitálására Münchenben, a Bajor Állami Opera tagja lett, itt is a Tosca előadásán debütált. Két évvel később a stuttgarti, hasonló időszak után a hamburgi, később a wuppertali opera vezető karmestere. 1975-ben – hasonló beosztásba – ismét Stuttgartba szerződött. A klasszikus művek mellett számos kortárs opera (Szokolay Sándor, Petrovics Emil, Stravinsky, Penderecki, Janáček, Dallapiccola, Schönberg) színpadra állításában is közreműködött. Nevéhez több ősbemutató is köthető.
Vendégszerepelt a világ számos országában. Többek között Bécs, Brüsszel, Zürich, Boston, Buenos Aires operaházaiban, hangversenytermeiben dirigált.
Sűrűn megfordult a hangversenytermek karmesteri pulpitusain is, 1976 és 1987 között a Nordwestdeutsche Philharmonie vezető karmestere.
Az enyhülés éveit követően gyakran vendégszerepelt Budapesten is. Az Opera mellett több alkalommal vezényelt a Zeneakadémián.
Számos világhírű énekest vezényelt hanglemezfelvételein. A Magyar Rádió archívumában sok órányi felvétel őrzi művészetét. Halálának tizedik évfordulóján, a Millecentenáriumi operagála felvételének műsorra tűzésével emlékeztek a művészre.
Különös véletlen, halála előtt néhány nappal a Tosca vezénylésével búcsúzott szeretett stuttgarti közönségétől.
Testamentumában könyv és kottatárát a Zeneakadémiára hagyta.

## Ősbemutatói
- Boris Blacher: Yvonne (1973)
- Giselher Klebe: Jacobovsky und der Oberst (1982)
- Konrad Boehmer: Doktor Faustus (1985)

## Hanghordozók
- Chopin zongora versenyek, szonáták, etűdök. Vásáry Tamás három CD-s albumán a 2. zongoraverseny karmestere Kulka János. Az anyag 2005-ben jelent meg.
- Rapture - Opera's Most Heavenly Moments (2CD)
- Verdi: Trubadúr (Teljes felvétel)
- Fifty Years of Hungaroton: Singers
- Eugen d'Albert: Die Abreise (1978)
- 50 Jahre Deutsche Oper am Rhein: Düsseldorf-Duisburg